# علی نجاتی
علی نجاتی فعال کارگری، عضو هیئت مدیره سندیکای کارگران نیشکر هفت تپه و زندانی سیاسی است. نجاتی بارها در ارتباط با فعالیت‌های صنفی احضار، بازجویی و بازداشت شده‌است. او در تاریخ ۸ آذرماه ۹۶ با هجوم مأموران امنیتی در منزل خود بازداشت شد. بازداشت نجاتی همراه با توهین و ضرب و شتم فرزند وی بود.

## پیشینه فعالیت

### سندیکای کارگران هفت‌تپه
در آبان ۱۳۸۷ سندیکای کارگران هفت‌تپه که در دوره جمهوری اسلامی تعطیل شده بود فعالیت‌های خود را از سر گرفت. بیش از هزار نفر از کارگران علی‌رغم مخالفت وزارت کار و وزارت اطلاعات دولت محمود احمدی‌نژاد، و درحالی‌که علی کردان چند روز قبل تشکیل سندیکاهای مستقل را تهدیدی برای جمهوری اسلامی تلقی کرده بود، در انتخابات سندیکا شرکت کردند. این در حالی بود که مدیران شرکت هفت‌تپه نیز با صدور بخشنامه کارگران را از تشکیل سندیکا و انتخابات نهی کرده بودند. در این انتخابات علی نجاتی به همراه جمعی دیگر به رای کارگران هفت‌تپه به عنوان هیئت مدیره سندیکا انتخاب شدند.

### بازداشت و محکومیت به زندان سال ۱۳۸۸
علی نجاتی مدیر عامل وقت سندیکای کارگران نیشکر هفت‌تپه در تاریخ ۱۸ اسفند ۱۳۸۷ پس از چند روز که به دلیل غیرقانونی دانستن احضاریه‌ای که شفاهاً به او ابلاغ شده بود حاضر به حضور در اداره اطلاعات شهرستان شوش نبود، توسط نیروهای امنیتی جمهوری اسلامی در منزل خود بازداشت شد. پس از بازداشت برای چند هفته هیچ اطلاعی از وضعیت نجاتی در دست نبود. نهایتاً علی نجاتی به علت فعالیت‌های سندیکایی به ۶ ماه زندان محکوم شد. اکثر اعضای هیئت مدیره سندیکا نیز به حبس محکوم شدند.

### بازداشت و محکومیت به زندان سال ۱۳۹۴
نجاتی در سال ۱۳۹۴ توسط اطلاعات سپاه پاسداران در منزل خود بازداشت شد و پس از ۱۵ روز بازجویی در بازداشتگاه‌های سپاه با قرار وثیقه ۱۰۰ میلیون تومانی آزاد گردید. در نهایت به اتهام «ارتباط با فعالان خارج از کشور، فعال کردن جنبش کارگری در شمال خوزستان، برگزاری مراسم اول ماه مه (روز جهانی کارگر) و مراسم ۸ مارس (روز جهانی زن)، دایر کردن کتابخانه مادر در اندیمشک و برگزاری جلسات هفتگی سندیکای هفت‌تپه» به ۶ ماه زندان محکوم شد. در شهریور ۱۳۹۶ برای تحمل محکومیت زندان به دادگستری اندیمشک احضار شد.

## بازداشت سال ۱۳۹۷
علی نجاتی در روز ۸ آذر ۱۳۹۷ در منزل خود بدون ارائه حکم بازداشت توسط ماموران امنیتی بازداشت شد. ماموران در حین بازداشت نجاتی و خانواده‌اش را ضرب و شتم کردند.
نجاتی از بیماری قلبی رنج می‌برد و دو هفته پس از بازداشت در اثر وخامت اوضاع جسمی به بیمارستان بقایی اهواز منتقل شد.
وکیل علی نجاتی اعلام کرده است که اتهامات جدید انتسابی به موکلش یکی «اخلال در نظم عمومی از طریق هدایت جریان اعتصابات و تجمعات شرکت نیشکر هفت تپه» و دیگری اتهام «امنیتی» است، که به حسب اعلام موکل «تبلیغ علیه نظام» عنوان شده که در مرحله تحقیقات است.

## پخش «اعترافات» از صدا و سیمای جمهوری اسلامی
شامگاه شنبه ۲۹ دی‌ماه برنامهٔ تلویزیونی بیست و سی شبکه ۲ صدا و سیمای جمهوری اسلامی با پخش گزارشی به‌نام «طراحی سوخته» به انتشار اوراق بازجویی تعدادی از دستگیرشدگان اعتراضات کارگری خوزستان و «اعترافات» آن‌ها علیه خودشان پرداخت. در این گزارش با طرح اتهامات امنیتی علیه بازداشت‌شدگان، آن‌ها وابسته به گروه‌های کمونیستی و برانداز خارج از کشور خوانده شده‌اند که سعی در ایجاد تشکل‌های مستقل کارگری داشته‌اند. بسیاری از این زندانیان پس از آزادی تأکید کرده‌اند که برای ضبط اعترافات‌شان جلوی دوربین مورد شکنجه نیروهای امنیتی قرار گرفته‌اند. در قسمتی از این گزارش مسئلهٔ شکنجهٔ اسماعیل بخشی در دوران بازداشت نیز بار دیگر از سوی مقامات دولتی و امنیتی کتمان شده‌است.
ده روز پیش‌از این، سپیده قلیان یکی از بازداشت‌شدگان اعتراضات خوزستان در توییتی گفته بود که «روز آخر بازجو می‌گفت اگر بیرون بروی و دهانت را باز کنی همین ادعاها و اعترافات اجباری تو و اسماعیل بخشی را را در اخبار بیست و سی هم پخش خواهیم کرد و پودرتان خواهیم کرد.»
حساب توییتری خبرگزاری صدا و سیما پس از پخش این برنامه به حالت تعلیق درآمد.

### واکنش‌ها به پخش «اعترافات»
پخش گزارش تلویزیونی «طراحی سوخته» با واکنش و اعتراض گستردهٔ کاربران در فضای مجازی همراه شد. از طرفی، گروهی از کاربران حامی جمهوری اسلامی این «اعترافات» را سندی برای ارتباط این فعالان بازداشت‌شده با خارج از کشور می‌دانند. در مقابل گروه دیگر، شامل سپیده قلیان و مخالفان جمهوری اسلامی، نفس این اعترافات را از مصادیق شکنجه خوانده و آن را سندی بر تایید شکنجه فعالان کارگری و مدنی به ویژه سپیده قلیان و اسماعیل بخشی دانستند.

## عفو متهمان هفت تپه
علی نجاتی و دیگر متهمان اعتراضات شرکت کشت و صنعت نیشکر هفت‌تپه به مناسبت عید فطر به دستور  سید علی خامنه‌ای مشمول عفو شده‌اند.‏